# Кусум-Саровар
Кусу́м-Саро́вар (санскр. कुसुम सरोवर, IAST: kusuma sarōvara) — озеро в регионе Брадж в Индии. Его длина составляет 137 метров, а глубина — 60 метров. Является одним из самых посещаемых святых мест в Матхуре. Рядом с ним расположены многочисленные храмы и ашрамы. Кусум-Саровар находится в получасе ходьбы от другого священного озера Радхакунды.
Вокруг озера растут рощи, состоящие в основном из деревьев кадамба, которое было любимым деревом Кришны. Говорится, что у Кусум-Саровара гопи собирали цветы для Кришны.